# Zanthoxylum chalybaeum
Zanthoxylum chalybaeum är en vinruteväxtart som beskrevs av Adolf Engler. Zanthoxylum chalybaeum ingår i släktet Zanthoxylum och familjen vinruteväxter. Utöver nominatformen finns också underarten Z. c. molle.